# Skyjet Airlines
A Skyjet Airlines egykori ugandai utas- és teherszállító légitársaság. A 2003-ban alapított teherszállító légitársaság 2009. február 1-jén kezdett el utasokat is szállítani. A vállalat központja Kampalában található, míg a bázisa az Entebbei nemzetközi repülőtér. Működését 2009. június 30-án szüntette be.

## Flotta
A Skyjet Airlines flottájában 2009 februárjában a következő repülőgépek voltak:
- 2db Boeing 737-200[2]